# Laurence Doherty
Hugh Laurence „Laurie“ Doherty (* 8. Oktober 1875 in London; † 21. August 1919 in Broadstairs, Kent) war ein englischer Tennisspieler. Er gewann 1900 zwei olympische Titel, zwischen 1902 und 1906 fünf Mal den Einzeltitel der Wimbledon Championships sowie als erster Nichtamerikaner 1903 die US-amerikanischen Meisterschaften. Mit seinem älteren Bruder Reginald bildete er das erfolgreichste Doppel um die Jahrhundertwende 1900.

## Familie und Bildung
Laurence Doherty, der als drei Jahre jüngerer Bruder von Reginald auch „Little Do“ genannt wurde, kam 1875 im Londoner Stadtteil Wimbledon zur Welt. Wie sein Bruder besuchte auch Laurence die Westminster School und studierte anschließend am Trinity College der Universität Cambridge.

## Sportliche Karriere
Doherty nahm von 1893 bis 1910 an Tennisturnieren teil. Nachdem er 1898 noch im Finale der Wimbledon Championships seinem Bruder Reginald unterlag, gewann er dort von 1902 bis 1906 fünfmal in Folge. Sein Bruder hatte zuvor von 1897 bis 1900 triumphiert. Zudem gewann Laurie 1903 als erster Nicht-Amerikaner die US-amerikanischen Meisterschaften. Mit diesem Sieg war er der erste Tennisspieler, der sowohl die Wimbledon Championships als auch die US-Meisterschaften für sich entscheiden konnte.
Zusammen mit seinem Bruder holte er sich darüber hinaus zwischen 1897 und 1905 acht Mal den Doppeltitel in Wimbledon. 1902 und 1903 siegten die beiden auch bei den US-Meisterschaften. In ihren Hochzeiten verloren die Dauherty-Brüder nur fünf ihrer unzähligen Doppel-Matches.
Bei den Olympischen Spielen 1900 siegte er sowohl im Einzel als auch mit seinem Bruder im Doppel. Im Mixed belegte er an der Seite von Marion Jones den dritten Platz.
Im Davis Cup spielte er von 1902 bis 1906 und holte mit der britischen Mannschaft in jedem Jahr den Titel. Laurence verlor dabei kein einziges seiner zwölf Einzel- und Doppelmatches.

## Leben nach dem Tennis
1903 veröffentlichte er mit seinem Bruder das Buch R.F. and H.L. Doherty on Lawn Tennis. Nachdem ihn eine schlechte gesundheitliche Verfassung schon 1906 vorerst vom Tennisspielen abhielt, begann er mit dem Golfspielen. Er nahm an einigen Amateurturnieren teil und sein bestes Ergebnis erreichte er 1908 beim Royal St. George’s, als er unter die letzten 16 kam. Sein Handicap war +2.
1914 trat Doherty der Royal Naval Volunteer Reserve bei. Die mitunter strengen Einsatzbedingungen verschlechterten seinen ohnehin empfindlichen Zustand. 1919 im Alter von 43 Jahren starb er nach langer Krankheit. Im Jahr 1980 wurde er zusammen mit seinem Bruder in die International Tennis Hall of Fame aufgenommen.

## Titel

### Einzel
| Nr. | Jahr | Turnier                             | Finalgegner               | Ergebnis                  |
| --- | ---- | ----------------------------------- | ------------------------- | ------------------------- |
| 1.  | 1897 | Suffolk Championships               | Charles Henry Ridding     | 6:3, 8:6, 4:6, 6:1        |
| 2.  | 1897 | Queen’s Club Championships          | Edmund Black              | 6:4, 3:6, 6:2, 6:4        |
| 3.  | 1898 | Nizza                               | J. H. Hay-Gordon          | 6:1, 6:2, 6:1             |
| 4.  | 1898 | Monte Carlo                         | Viktor Graf Voß           | 4:6, 6:3, 6:3, 4:0 aufgg. |
| 5.  | 1898 | Northern Association Tournament     | Clarence Hobart           | 6:1, 6:1, 8:6             |
| 6.  | 1898 | Queen’s Club Championships          | Harold Mahony             | 6:3, 6:4, 9:7             |
| 7.  | 1898 | Scottish Championships              | Edmund Black              | 6:1, 6:2, 6:2             |
| 8.  | 1899 | Nizza                               | Viktor Graf Voß           | 6:0, 6:0, 6:0             |
| 9.  | 1900 | Nizza                               | Reginald Doherty          | kampflos                  |
| 10. | 1900 | Olympische Spiele                   | Harold Mahony             | 6:4, 6:2, 6:3             |
| 11. | 1900 | Homburg vor der Höhe                | George Hillyard           | 7:5, 6:2, 3:6, 4:6, 6:2   |
| 12. | 1900 | Dinard                              | Harold Mahony             | 4:6, 6:1, 8:6, 7:5        |
| 13. | 1900 | Eastbourne                          | Sydney Howard Smith       | 6:4, 1:6, 6:2, 6:1        |
| 13. | 1901 | Yorkshire Championships             | Edmund Black              | 6:2, 6:1, 6:1             |
| 14. | 1901 | Cannes                              | George Hillyard           | 6:3, 6:3 aufgg.           |
| 14. | 1901 | Monte Carlo                         | Wilberforce Vaughan Eaves | 6:2, 5:7, 6:1             |
| 15. | 1901 | Nizza                               | Wilberforce Vaughan Eaves | 6:2, 6:3, 6:2             |
| 16. | 1901 | British Covered Court Championships | Arthur Gore               | 6:3, 6:1, 6:1             |
| 17. | 1901 | Kent Championships                  | Arthur Gore               | 6:1, 6:3, 3:6, 6:4        |
| 18. | 1901 | Derbyshire Championships            | George Hillyard           | 6:4, 7:5, 3:6, 6:2        |
| 19. | 1902 | Nizza                               | Captain Alderson          | 9:7, 7:5                  |
| 20. | 1902 | Irische Meisterschaften             | Sydney Howard Smith       | 6:1, 6:4, 6:1             |
| 21. | 1902 | Wimbledon Championships             | Arthur Gore               | 6:4, 6:3, 3:6, 6:0        |
| 22. | 1902 | British Covered Court Championships | Josiah Ritchie            | 6:4, 6:3, 5:7, 6:3        |
| 23. | 1903 | Wimbledon Championships             | Frank Lorymer Riseley     | 7:5, 6:3, 6:0             |
| 24. | 1903 | US National Championships           | William Larned            | 6:0, 6:3, 10:8            |
| 25. | 1903 | British Covered Court Championships | George Hillyard           | 6:1, 4:6, 6:4, 6:2        |
| 26. | 1903 | Cannes                              | Sydney Howard Smith       | 5:7, 3:6, 6:3, 6:4, 6:3   |
| 27. | 1903 | Nahant                              | Vereinigte Staaten        | 6:4, 6:0                  |
| 28. | 1904 | Wimbledon Championships             | Frank Lorymer Riseley     | 6:1, 7:5, 8:6             |
| 29. | 1904 | British Covered Court Championships | Josiah Ritchie            | 6:2, 8:10, 5:7, 6:4, 6:3  |
| 30. | 1904 | Nizza                               | Josiah Ritchie            | 6:2, 6:3, 6:3             |
| 31. | 1904 | Cannes                              | Josiah Ritchie            | 6:1, 6:4, 6:1             |
| 32. | 1904 | Northumberland Championships        | George Ball-Greene        | 6:4, 6:1                  |
| 33. | 1905 | Wimbledon Championships             | Norman Brookes            | 8:6, 6:2, 6:4             |
| 34. | 1905 | British Covered Court Championships | Josiah Ritchie            | 6:1, 8:6, 6:2             |
| 35. | 1905 | Nizza                               | Edward Roy Allen          | 6:3, 7:5, 7:5             |
| 36. | 1905 | Monte Carlo Masters                 | Josiah Ritchie            | 6:4, 8:6, 6:4             |
| 37. | 1906 | Wimbledon Championships             | Frank Lorymer Riseley     | 6:4, 4:6, 6:2, 6:3        |
| 38. | 1906 | Cannes                              | Wilberforce Vaughan Eaves | 6:3, 11:9                 |
| 39. | 1906 | British Covered Court Championships | Arthur Gore               | 6:2, 6:4, 8:6             |
| 39. | 1908 | Yorkshire Championships             | George Hillyard           | 6:1, 6:4, 6:2             |
| 40. | 1909 | North of England Championships      | Gordon Lowe               | 7:5, 6:1, 6:3             |
| 41. | 1910 | North of England Championships      | Gordon Lowe               | 6:3, 6:2, 6:2             |

### Doppel
| Nr. | Jahr | Turnier                   | Partner          | Finalgegner                               | Ergebnis                |
| --- | ---- | ------------------------- | ---------------- | ----------------------------------------- | ----------------------- |
| 1.  | 1897 | Wimbledon Championships   | Reginald Doherty | Wilfred Baddeley Herbert Baddeley         | 6:4, 4:6, 8:6, 6:4      |
| 2.  | 1898 | Irische Meisterschaften   | Reginald Doherty |                                           |                         |
| 3.  | 1898 | Wimbledon Championships   | Reginald Doherty | Harold Nisbet Clarence Hobart             | 6:4, 6:4, 6:2           |
| 4.  | 1899 | Irische Meisterschaften   | Reginald Doherty |                                           |                         |
| 5.  | 1899 | Wimbledon Championships   | Reginald Doherty | Harold Nisbet Clarence Hobart             | 7:5, 6:0, 6:2           |
| 6.  | 1900 | Irische Meisterschaften   | Reginald Doherty |                                           |                         |
| 7.  | 1900 | Olympische Spiele         | Reginald Doherty | Basil Spalding de Garmendia Max Décugis   | 6:1, 6:1, 6:0           |
| 8.  | 1900 | Wimbledon Championships   | Reginald Doherty | Herbert Roper Barrett Harold Nisbet       | 9:7, 7:5, 4:6, 3:6, 6:3 |
| 9.  | 1901 | Irische Meisterschaften   | Reginald Doherty |                                           |                         |
| 10. | 1901 | Wimbledon Championships   | Reginald Doherty | Dwight Filley Davis Holcombe Ward         | 4:6, 6:2, 6:3, 9:7      |
| 11. | 1902 | Irische Meisterschaften   | Reginald Doherty |                                           |                         |
| 12. | 1902 | US National Championships | Reginald Doherty | Holcombe Ward Dwight Filley Davis         | 11:9, 12:10, 6:4        |
| 13. | 1903 | US National Championships | Reginald Doherty | Kreigh Collins Louis Harold Waidner       | 7:5, 6:3, 6:3           |
| 14. | 1903 | Wimbledon Championships   | Reginald Doherty | Sidney Howard Smith Frank Lorymer Riseley | 6:4, 6:4, 6:4           |
| 15. | 1904 | Wimbledon Championships   | Reginald Doherty | Sidney Howard Smith Frank Lorymer Riseley | 6:1, 6:2, 6:4           |
| 16. | 1905 | Wimbledon Championships   | Reginald Doherty | Sidney Howard Smith Frank Lorymer Riseley | 6:2, 6:4, 6:8, 6:3      |

### Mixed
| Nr. | Jahr | Turnier                 | Partnerin      |
| --- | ---- | ----------------------- | -------------- |
| 1.  | 1901 | Irische Meisterschaften | Ruth Durlacher |
| 2.  | 1902 | Irische Meisterschaften | Ruth Durlacher |